# 孟尚嶷
孟尚嶷（?—?），山东曲阜人，清朝政治人物。贡生出身。
乾隆7年（1742年），擔任清朝遵义府婺川縣知縣。后由蘇國華接任。